# Falowa
Falowa (968 m n.p.m.) – szczyt w Bieszczadach Zachodnich.
Jest drugim pod względem wysokości szczytem masywu Falowej i Czereniny w Paśmie Łopiennika i Durnej. Znajduje się na północny zachód od Czereniny, z którą łączy go boczny, wyrównany grzbiet. Stoki oraz wierzchołek są zalesione i dość strome. Północne zbocze opada do doliny Bowańskiego, północno-zachodnie do doliny Solinki, zaś zachodnie – ku dolinie Dołżyczki.

## Szlaki turystyczne
czarny Dołżyca – Jaworzec
- z Dołżycy 1.30 h (↓ 0.45 h)
- z Jaworca 2.30 h (↓ 2 h)